# FM 음악여행
FM 음악여행은 대구MBC FM4U(FM 95.3MHz)에서 매일 오후 4시에 방송 중인 라디오 음악 프로그램이다.

## 역사
원래 이 시간대에는 대구MBC FM4U 개국 초창기 때부터 《4시의 다이얼》이 방송됐으나 1997년 4월 7일부터 이 프로그램이 첫 방송됐으며 원래는 논스톱 BGM 프로그램이었으나 2014년 4월 14일부터 DJ가 진행하는 형식의 프로그램으로 변경됐다.

## 코너

### 매일 코너
- 틀어줘요, DJ

## 동시간대 관련 경쟁 프로그램
- 달콤한 오후 이수정입니다 (TBC 드림 FM)